# Lynette Scavo
Lynette Scavo je fiktivni lik ABC-jeve dramske serije Kućanice. Glumi ju Felicity Huffman od početka emitiranja serije 3. listopada 2004. Felicity je za ulogu Lynette osvojila nagradu Emmy u kategoriji za najbolju glavnu glumicu u humorističnoj seriji 2005. i bila je nominirana za Zlatni Globus u kategoriji najbolje glavne glumice u televizijskoj seriji, mjuziklu ili komediji od 2005. do 2007. godine. Marc Cherry je priznao kako je bazirao lik Breeine obitelji na svoje tinejdžerske godine, dok je svoje djetinjstvo bazirao na Lynettinu obitelj.

## Uvod
Lynette je rođena 1966. godine kao najstarija kćer Stelle Wingfield. Odrasla je bez očinske figure s obzirom na to da je njen biološki otac preminuo ubrzo nakon njenog rođenja. 1996. godine udala se za Toma Scava, te je nakon nekoliko mjeseci otkrila da je trudna s blizancima Porterom i Prestonom. Godinu dana kasnije rodio se Parker, a nakon par godina i najmlađa Penny. Lynette je tip osobe koja će učiniti sve najbolje za svoju obitelj.

### Sezona 1
Na početku serije, Lynette je na rubu živčanog sloma. Dok njezin suprug Tom putuje ili je na poslovnim sastancima, Lynette provodi dane brinući se za njihovo četvero djece. Njena tri sina svojim ponašanjem ne pomažu joj u obavljanju kućanskih poslova. Lynette odluči potražiti pomoć i pedijatrica pripiše blizancima tablete. Lynette postane ovisna o njima. Usprkos što su joj tablete pomagale u bržem obavljanju poslova, Lynette je ubrzo uvidjela da tablete imaju i negativnu stranu kad doživi malu prometnu nesreću. Istog trenutka baca tablete u smeće. Kako bi riješili probleme s djecom, Tom i Lynette unajme dadilju, koja ispadne preatraktivna za taj posao. Tom je frustriran što u 8 godina rada u tvrtki nije dobio promaknuće. Kada Lynette sazna da bi Tom trebao dobiti višu poziciju u tvrtki, te samim tim bi provodio još manje vremena s obitelji, Lynette sabotira promaknuće. Nakon što Tom sazna što je učinila, daje otkaz i na kraju 1. sezone obavijesti Lynette kako će se sada ona morati vratiti na posao.

### Sezona 2
Lynette dobije posao u marketinškoj agenciji i većinu sezone provodi izbjegavajući prepreke na poslu i riješavajući poslove svojih kolega, Eda, Nine i Stuarta. Stuart je čavrljajući tajnik koji je uvijek ljubazan prema Lynette, te joj često radi usluge i izvlači je iz stresnih situacija. Nina je šefica iz pakla; zločesta, sebična i neurotična, izaziva Lynette probleme i dodava ulje na vatru u ionako već stresnim situacijama. Ed je Lynettin drugi šef, naizgled drag čovjek koji zbog vlastite krivnje natjera Lynette da otpusti Toma koji je dobio posao u agenciji. Lynette također svjedoči na Breeinom suđenju kada je Andrew optužio majku za fizičko zlostavljanje. Iako je pomogla prijateljici, jasno joj je dala do znanja da ima problema s alkoholom. Pri kraju sezone, Lynette pomisli kako je Tom vara, no šokira se kada sazna da Tom ima kćer Kaylu prije nego što su se njih dvoje upoznali. Kaylina majka Nora stiže u Fairview tražeći alimentaciju od Toma.

### Sezona 3
Lynette se teško prilagođava na novonastalu sitaciju oko Nore i Kayle, ali pokušava dati sve od sebe. Otkriva kako Nora želi novu šansu s Tomom i upozorava je da se drži podalje njenog muža. Nora se odluči preseliti s Kaylom van države što ponuka Lynette i Toma da zatraže skrbništvo nad Kaylom. No, planovi im se mijenjaju kad Nora i Lynette postanu taokinje u lokalnom supermarketu. Saznavši kako se upucavala Tomu, poludjela Carolyn Bigsby upuca Noru. Prije smrti, Lynette joj obećava kako će paziti na Kaylu. Ljuta što je Kayla ostala bez majke, Lynette kaže Carolyn kako je očito zaslužila da je muž prevari. Carolyn je potom upuca u ruku. Lynette pokušava izgladiti svoj odnos s Kaylom s obzirom na to da je ona krivi za majčinu smrt. 
Nezaposleni Tom odluči ostvariti svoj životni san i otvara pizzeriju u Fairviewu. Lynette mu pomaže u restoranu, no sav posao padne na nju kada Tom povrijedi leđa. Zatrpana poslom, brigom oko Toma i djece, Lynette zaposli kuhara Ricka Colettija. Lynette ubrzo shvaća kako počinje razvijati osjećaje prema Ricku nakon što jedne večeri ostanu sami u zatvorenom restoranu. Tom je mislio kako Lynette ima aferu s Rickom, te je zahtijevao da ovaj da otkaz, što Rick odbija. Rick tada priznaje Lynette kako je zaljubljen u nju, a Lynette ga potom otpusti. Nakon male nesreće u kući, Lynette odlazi doktoru gdje otkriva kako boluje od Hodgkinova limfoma. Kako bi platila operaciju, Lynette zamoli sestru Lucy da joj pomogne platiti troškove, što ova odbija s obzirom na to da i sama nije u dobroj financijskoj situaciji. Tom posuđuje novac od Lynettine majke Stelle usprkos Lynettinom nezadovoljstvu. Stella se tada useli u njihovu kuću spremna pomoći kćeri u borbi protiv opake bolesti.

### Sezona 4
Zbog kemoterapije, Lynette nosi perike, no svejedno drži svoju bolest tajnom. Ne želi da je ljudi sažalijevaju, no naposljetku sve priznaje svojim prijateljicama. Lynette zamoli Stellu da napusti njen dom kada joj ova podvali kolače s marihuanom. Zamolila je svoje sestre da preuzmu skrb o Stelli, no obje su je odbile. Razočarana njihovim ponašanjem, Lynette kaže Stelli kako može ostati s njom, no Stella je odbija i odlazi. Lynette se kasnije susreće sa svojim očuhom Glenom koji joj priznaje kako je homoseksualac. Nakon tog otkrića, Lynette otkriva kako bi oprostila svojoj majci sve njene loše postupke iz prošlosti. Stella, ne željeći upropastiti taj trenutak, odlučuje se useliti k Glenu.
Nakon nekog vremena, tornado zaprijeti Fairviewu i Lynette odlučuje sakriti svoju obitelj u podrum Karen McCluskey. Ubrzo im se pridruže Ida Greenberg i njena mačka, no pošto je Tom alergičan na mačke, Lynette zamoli Idu i Karen da iznesu mačku van. Karen je odbije, te Lynette sama pusti mačku u veliku oluju. Shvativši što je napravila, Karen i Lynette izađu iz podruma. Dok su tražile Idinu mačku, oluja ih je sustigla i obje su se sakrile u Lynettinu kadu. Nakon tornada, namjeravaju se vratiti u Kareninu kuću, no šokiraju se kada ugledaju Kareninu kuću u ruševinama. Lynettina obitelj preživi, no Ida umre. Ida je zapravo dala vlastiti život kako bi Lynettina djeca preživjela. Lynette dirne Idina nesebičnost.
Kayla ponovno započne sa svojim bezobraznim ponašanjem do te mjere da je Lynette ošamari nakon što Kayla priprijeti Penny. Nakon tog incidenta, Kayla se sama opeče peglom za ravnanje kose, te za sve okrivi Lynette. Lynette uhite zbog fizičkog nasilja nad maloljetnicom. U zatvoru, Lynette priznaje Tomu sve o Kaylinom ponašanju. Tom se tad suprotstavi kćeri i snimi njihov razgovor kada Kayla prizna sve svoje laži. Tom je potom pošalje Norinim roditeljima. Iako uzrujan zbog kćerinog odlaska, Lynette i Tom nastave sa svojim životima.

### Sezona 5
Nakon prelaska radnje 5 godina nakon događaja u 4. sezoni, otkrivamo kako Tom i Lynette još uvijek vode pizzeriju. Parker, Preston i Porter su sada tinejdžeri. Tom je u krizi srednjih godina, te u većini slučajeva odobrava Porterove i Prestonove ludosti. Usprkos Lynettinom negodovanju, Tom osniva glazbeni sastav s Daveom, Orsonom, Carlosom i Mikeom.
Lynette i Tom otkrivaju kako Porter održava aferu s Anne Shilling, starijom udanom ženom. Anne kaže Porteru kako nosi njegovo dijete i njih dvoje planiraju pobjeći iz grada. Lynette se suprotstavi Anne oko njene afere s Porterom i Annein agresivni muž Warren ih čuje. Zamoli Lynette da ode, te potom pretuče Anne. Kasnije tog dana, Tom i njegov sastav imaju gažu u Warrenovom noćnom klubu. Porter i Warren se posvađaju, ali Lynette ponovno intervenira. Pošalje Portera kući i suprotstavi se Warrenu oko nasilja prema ženama i djeci. Warren zaključa vrata i dok sastav svira, započne požar, Svi su zarobljeni, no uspijevaju pobjeći kroz prozore. Warren za požar okrivi Portera. Kasnije je uhićen i oslobođen nakon što Lynette i Tom plate jamčevinu. Lynette plati Anne da ode iz grada i zauvijek zaboravi na njenog sina. Lynette kaže Anne da ih obavijesti kad se dijete rodi, a Anne joj tada otkriva kako ne postoji nikakvo dijete.
Nakon što mu Warren zaprijeti smrću, Porter ode iz grada. Na suđenju, Preston odglumi Portera. Lynette i Tom otkrivaju kako im sin boravi kod Stelle, te ga uspiju nagovoriti da se vrati kući s obzirom na to da su optužbe protiv njega odbačene. Nažalost, zbog velikih sudskih troškova i zbog novca koje su dali Anne, obitelj Scavo je na rubu bankrota. Kako bi skupili novac, Tom je prisiljen prodati pizzeriju. Lynette se potom vrati na posao, ovog puta kao zaposlenica u Carlosovoj tvrtki. U finalu, Lynette ponovno osjeti mučnine i pomisli kako se rak ponovno vratio. Doktor joj tada da radosnu vijest kako će ona i Tom postati roditelji, ni manje ni više nego blizanaca.

### Sezona 6
U svom prvom tromjesečju, Lynette je u depresiji s obzirom na to da se smatra prestarom da ponovno postane majka. Priznaje Tomu kako ne voli svoju nerođenu djecu na isti način kako je voljela ostalu djecu u ovom stadiju trudnoće. Lynette razgovara sa Susan koja je savjetuje da zadrži blizance. Bračni par priznaje istinu svojoj djeci, no odluče tajiti trudnoću od Carlosa kako bi dobila najavljeno promaknuće. Carlos je iznenađen povećanjem Lynettinog poprsja, no ona mu slaže kako je stavila implantante. Gabrielle uskoro otkriva istinu i Carlos je uzrujan što je Lynette to tajila od njega. Ponudi joj "promaknuće" u novom uredu u Floridi, što ova odbije. Carlos tada daje Lynette ogromnu količinu posla u jednoj noći, no Lynette ipak ode na Pennyinu božićnu školsku predstavu. Idući dan vrati se na posao, a Carlos je otpusti pod objašnjenjem da nije bila u mogućnosti izvršiti zadani zadatak u zadanom vremenu. Lynettino i Gabriellino prijateljstvo je narušeno kada Lynette tuži Carlosovu kompaniju. Kada se avion sruši na Wisteria Lane, Lynette spasi Celiju Solis. Carlos tada prizna Lynette kako joj dužan do kraja života. Nakon nesreće, Lynette osjeti bol u trbuhu i shvati kako se nešto loše događa s bebama. Doktor otkriva kako jedan od blizanaca ima problema s protokom krvi i kako mu je potrebna operacija. U nesvijesti, Lynette sanja o životu s invalidnim djetetom i svakodnevnim borbama. Na kraju sna, Lynette se nalazi na proslavi diplome invalidnog sina koji joj zahvali na ustrajnosti. Kada dođe svijesti, Tom joj priznaje kako su izgubili jedno dijete, no kako je drugo u redu. Lynette se slomi i oplakuje izgubljenog sina. Kada se Gabby dođe zahvaliti Lynette što je spasila njenu kćer, Lynette joj otkriva kako je mislila nazvati bebu Patrick. 
Kasnije u sezoni, Preston se vrati iz Europe i sa sobom dovede rusku djevojku Irinu, za koju je Lynette uvjerena kako je prevarantica. Lynette istražuje Irininu prošlost i otkrije kako je Irina prevarantica i prostitutka. Irinu naposljetku zadavi Fairviewov serijski ubojica. Lynette u međuvremenu pozove Porterovog prijatelja Eddieja da živi s njima s obzirom na to da Eddie živi s majkom alkoholičarkom. Eddie napadne Portera nakon što ovaj pokaže nepoštovanje prema Lynette. Nakon još jednog incidenta, Tom i Lynette se slože kako bi Eddie trebao otići psihijatru. Psihijatar priznaje Lynette kako Eddie ima mnogo problema, te bi bilo najbolje da terapijama prisustvuje i njegova majka. Lynette ode potražiti Barbaru, Eddienu majku, no nakon što joj nitko ne odgovori, sprema se otići. Tada je Barbarina susjeda upozori kako nije vidjela Barbaru već par dana, iako joj je automobil još uvijek parkiran pred kućom. Lynette ubrzo saznaje za Irininu smrt, te u policijskoj postaji saznaje kako su policajci pronašli i Barbarino tijelo. Odlazi reći tužnu vijest Eddieju, no ulovi ga u laži kada joj Eddie kaže kako je upravo razgovarao s Barbarom. Eddie potom zatoči Lynette u kući, a ona počinje dobivati trudove. Lynette rodi kćer uz Eddijevu pomoć. Eddie tada odluči pobjeći, no Lynette ga nagovori da se preda policiji. Sa suzom u oku, Eddie zamoli Lynette da ga ona prijavi, što ona i učini.
Posljednji zaplet u sezoni - moguće je da jedno od Lynettino djece nije njeno biološko dijete, s obzirom na to da se u bolnici prije mnogo godina dogodila zamjena djece.

## Zanimljivosti o liku
- Britanska glumica Alex Kingston je prisustvovala audiciji za ulogu Lynette Scavo.[2]
- Lynette je jedini glavni ženski lik koja se tijekom čitava serije nije razvela od svog muža.

## Vanjske poveznice
- Opis lika na ABC.com  Arhivirana inačica izvorne stranice od 23. srpnja 2010. (Wayback Machine)
- IMDB Profil  Arhivirana inačica izvorne stranice od 20. veljače 2009. (Wayback Machine)